# Babe (Bragança)
Babe ist eine Gemeinde im Kreis Bragança im Nordosten von Portugal mit 238 Einwohnern (2011).

## Geschichte
Zu Zeiten der römischen Besatzung lag der Ort an der Straße von Bracara Oppidum Augusta (dem heutigen Braga) ins heutige Astorga, dem damaligen Asturica Augusta.
1387 wurde hier der Vertrag von Babe (Tratado de Babe) zwischen dem portugiesischen König D. João I. und dem John of Gaunt, 1. Duke of Lancaster, geschlossen. Zur stärkeren Besiegelung des Vertrag von Windsor (1386) gab der Duke of Lancaster seine Tochter Philippa of Lancaster D. João zur Frau, und sie wurde Königin von Portugal. Eines ihrer Kinder war Heinrich der Seefahrer.

## Wirtschaft
Die Landwirtschaft mit Oliven und Weinanbau ist prägend für die Umgebung, zudem sind kleine Unternehmen des Handels, des Baugewerbes und der Gastronomie hier angesiedelt. Der Ort leidet unter Abwanderung, ähnlich vieler anderer vergleichbarer Orte der Region.

## Kultur, Sport und Sehenswürdigkeiten
Bemerkenswert ist das ethnografische Museum (Museu Etnográfico Rural de Babe) mit dem Nachlass von Belarmino Afonso. Sehenswert sind zudem die manuelinische Hauptkirche und die verschiedenen Kapellen und Brunnen.
2012 organisierte die Gemeinde Babe im dritten Jahr den Dia do Desporto (dt.: Tag des Sports), an dem neben Fußball und Futsal auch eine Reihe lokaler, traditioneller Spiele praktiziert werden.